# 우주전함 티라미스
우주전함 티라미스(宇宙戦艦ティラミス)는 미야카와 사토시(원작), 이토 쿄(작화)가 원작한 일본의 만화 작품이다. 신초샤의 작화 착신 사이트 쿠라게 펀치에서 2015년 10월부터 발간되었다.

## 줄거리
인류가 생활영역과 욕망을 우주까지 확대한 시대.
자유를 원하는 사람들이 우주로 흘러가 살게 되며, 그들의 예지는 문명을 만들어
언젠가 지구를 위협할 존재로 변모했다.
우주력 0156년, 지구연방이 조모성 그랑마스로부터
역사상 네 번째의 연락(4th note)을 받은 그 해,
【메투스의 백성】과의 항쟁이 본격화됐다.
끝나지 않는 싸움, 늘어가는 희생......
그런 전황을 타개하기 위해 바람같이 한 사람의 청년이 전장에 난입한다.
그 이름은, 스바루 이치노세.
우주전함 【티라미스】의 미목수려, 성적우수의 젊은 천재 에이스 파일럿인 것이다.
모든 인류의 희망은 그의 손에 달렸다.
하지만 그의 본 모습은 티라미스의 함내의 집단생활에 익숙해지지 못하고, 언제나 전용기 듀란달의 콕핏에 폐인처럼 틀어박혀있는 청년이었는데...